# Brokopondo
Brokopondo ist ein Ort und Ressort im zentralen Suriname mit 4482 Einwohnern (Census 2012). Er liegt acht Kilometer nördlich des Brokopondo-Stausees (niederländisch: Brokopondostuwmeer), des einzigen Stausees des Landes. Der Staudamm, der sich beim nahegelegenen Dorf Afobaka befindet, staut an dieser Stelle den Fluss Suriname.
Brokopondo ist der Hauptort im Distrikt Brokopondo. Er gehört zu den größten Orten des Landesinneren von Suriname.